# Cmentarz ewangelicki w Czyżeminku
Cmentarz ewangelicki w Czyżeminku – znajduje się na zachód od drogi głównej w Czyżeminku III i powstał najprawdopodobniej w XIX wieku. Do naszych czasów zachowały się nieliczne kamienne nagrobki z inskrypcjami w języku niemieckim.